# Oplurus
Oplurus – rodzaj jaszczurek z rodziny madagaskarkowatych (Opluridae).

## Zasięg występowania
Rodzaj obejmuje gatunki występujące na Madagaskarze. 

## Systematyka

### Etymologia
Oplurus: gr. ὁπλον hoplon, ὁπλοντος hoplontos „zbroja”; ουρα oura „ogon”.

### Podział systematyczny
Do rodzaju należą następujące gatunki:
- Oplurus cuvieri
- Oplurus cyclurus – madagaskarek obrożny[6]
- Oplurus fierinensis
- Oplurus grandidieri
- Oplurus quadrimaculatus
- Oplurus saxicola